# Olof Thufvesson
Anders Olof Thufvesson, född 16 maj 1884 i Tyresö församling, Stockholms län, död 14 juni 1967 i Stockholm, var en svensk geodet.
Thufvesson, som var son till fastighetsägare Anders Thufvesson och Anna Ohlsson, avlade studentexamen 1903, reservofficerexamen 1905 samt blev löjtnant 1910 och kapten 1919. Han blev statstopograf 1909 och statsgeodet 1937. Han var ordförande i parkstyrelsen, ledamot av byggnadsnämnden, stadsplanekommittén och kyrkogårdsnämnden i Stockholms stad samt god man vid laga skiftesförrättning. Han skrev Sveriges höjdmätning (tillsammans med professor Erik Fagerholm 1925) och var medarbetare i tidningar och tidskrifter.